# 南北交流
南北交流（なんぼくこうりゅう）とは、2000年当時の韓国大統領・金大中が金正日と合意した、一連の太陽政策等の融和政策を指す。

## 背景

### 太陽政策
太陽政策はイソップ寓話『北風と太陽』に因み、「北朝鮮の頑な態度を改めさせるためには、圧力ではなく温情が必要であるとするものであり、軍事力で統一するよりも人道援助、経済援助、文化交流、観光事業を深めることで将来の南北朝鮮統一を図ろうとする外交政策」である。太陽政策は原則として武力を用いず、北朝鮮を大韓民国が吸収する形態の統一は行わず、さらに1991年に締結された「南北基本合意書」に基づいて相互の和解と協力を推進するものとされている。その狙いには、南北基本合意書の継承と北朝鮮の崩壊の防止、統一した後の格差解消、北朝鮮の国際社会との繋がりを維持することなどがある。
この政策に関連して実施されたことに、大韓民国の金大中、盧武鉉大統領と朝鮮民主主義人民共和国の金正日国防委員長の南北首脳会談と6.15南北共同宣言締結、現代財閥による金剛山観光事業、大韓民国から北朝鮮へのコメ支援などがある。消極的なものとしては、北朝鮮による韓国人拉致疑惑（一説には数百人に上るとも）をあえて追及しないなどの措置も含まれる。

### 南北首脳会談
2000年6月13日から15日まで韓国の金大中大統領と北朝鮮の金正日国防委員長が朝鮮民主主義人民共和国の首都平壌で会談を行った。会談の結果、6.15南北共同宣言が発表された。1948年に朝鮮半島が南北を二分して以来、両国の首脳が会うのは史上初であった。金大中による対北宥和政策、太陽政策の結実と言える。金大中はこの功績により2000年にノーベル平和賞を与えられた。
以後、1985年に1回行われただけで以来途絶えていた離散家族の再会事業、大韓民国主催のスポーツ行事へ北朝鮮が参加するなど、民間レベルでの交流事業が本格化した。2000年の秋夕（中秋）には金正日から韓国へ3トンのマツタケが贈られた。また、朝鮮統一を見据えた南北交渉が進展し、分断されていた京義線、東海線の鉄道と道路の再連結事業なども進められた。日本やアメリカも雪解けムードに乗じて国交正常化交渉へ乗り出した。特に米朝関係は一挙に進展し、当時のマデレーン・オルブライト国務長官が訪朝、大統領訪朝による首脳会談の可能性すら囁かれた。
しかし2001年9月11日のアメリカ同時多発テロ事件、アメリカのジョージ・W・ブッシュ大統領による「悪の枢軸発言」以降、アメリカによる北朝鮮敵視が明らかになると、南北首脳会談で生まれた協調ムードは再び緊張した。金正日国防委員長の早期ソウル特別市訪問も計画されていたが無期延期となった。このような圧力政策に押される中、北朝鮮は日本との関係改善に活路を見出し、2002年9月には日朝首脳会談が実現した。
また2003年2月には、南北首脳会談の直前に現代グループの手によって、5億ドルもの秘密支援が北朝鮮に対してなされていた事実が判明した。これは支援の時期的に南北首脳会談の対価として北朝鮮側に渡された可能性が高く、特別検事による捜査が開始されたが、捜査延長を盧武鉉大統領が許可しなかったことにより真相解明は中途半端なものになった。

## 経済交流

### 開城工業団地

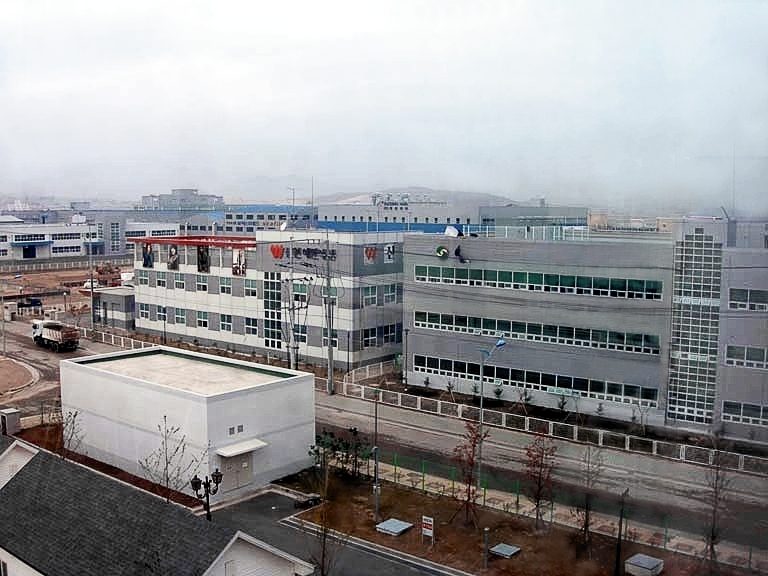
開城工業地区

北朝鮮が土地と労働力を、韓国が技術と資本を提供して、開城に一大工業団地を造るという開城工業地区の計画は、2000年6月に現代グループ会長 (当時) の鄭周永が平壌を訪問したときに初めて明らかにされ、同月に朝鮮労働党総書記・金正日と韓国大統領・金大中 (当時) との間で行われた南北首脳会談で合意された。いわゆる太陽政策の賜物であり、南北の歩み寄りの象徴であった。当初の計画では66平方キロメートル（2,000万坪）の土地を3段階に分けて開発し、10年後の2010年に、2000以上の企業と50万人の労働者により160億ドル分の製品を生産しようというものであった。2002年11月には、北朝鮮で開城工業地区法を制定。開城直轄市（当時）内の開城市・板門郡（当時）内の一部が「開城工業地区」として一般の行政地域から切り離された。
2003年6月に3.285平方キロメートルを造成する第1期工事が起工され、2004年末には工業団地に入居した企業が生産を開始、2007年には連結された鉄道による貨物輸送も開始された。開発の第1段階となる100万坪の造成は2011年に完工した。
2006年7月のミサイル発射実験、および同年10月の核実験の影響で、北朝鮮の収入源となっている開城工業地区事業について、改めてアメリカ合衆国から問題提起がなされるなど、北朝鮮情勢の緊迫化に伴い事業の先行き不透明感が増した。李明博政権発足後は、北朝鮮側が「南側の対北敵対姿勢」を理由として強硬姿勢を強め、列車往来の中断、地区内で「敵対行為」を行ったとの理由による現代峨山社員の拘束などを行った。2009年5月には開城工業地区に関する特別措置の無効を韓国側に通知、協議の場で賃金や土地使用料の引き上げを要求している。
2012年末時点の稼動企業数は123社。2012年時点の従業員数は5万4,234人、従業員の98.6パーセントは北朝鮮側の人員である。
2013年時点で、進出した韓国企業の投資総額は5,568億ウォン (482億円) で、生産額は月4,000万ドル。これとは別に韓国側の公的企業が、造成や社会基盤整備に5.5兆ウォン (4,770億円) から6兆ウォン (5,200億円) 投資している。一方、北朝鮮側は労働者約5万3千人分の賃金として1年間に8,700万ドル（約86億円）の外貨収入を得ており、経済が劣悪で外貨収入が乏しい北朝鮮にとってはドル箱事業である。
2013年2月に北朝鮮は3度目の核実験を行い、これに対し国際連合安全保障理事会は制裁を決議。また3月から4月にかけて、アメリカ軍と大韓民国国軍が共同軍事演習「キー・リゾルブ」「フォール・イーグル」を行った。こうした北朝鮮にとって不利な措置に対し朝鮮戦争休戦協定の白紙化宣言などいわゆる「瀬戸際外交」を展開し、開城工業地区もそのカードとして使われる。3月30日には北朝鮮が開城工業地区の閉鎖を警告。4月3日には韓国人従業員の立ち入りを禁止し、4月下旬に撤収が開始された。
北朝鮮が開城工業地区への通行を制限してから15日目にして、工団の入居企業が海外のバイヤーから、納入契約の破棄や投資設備の返還通知を受けた初の具体的事例が現れた。
2013年8月14日に南北両政府が開城工業地区の操業を再開する方針に合意し、9月11日に同月16日から韓国企業の操業が再開されることが決定した。一時操業停止により損失を被った韓国企業を救済する措置として、2013年中は韓国企業が北朝鮮へ支払う税金が免除される。2015年2月には、中華人民共和国は韓国との自由貿易協定では、開城工業地区で生産された製品の310品目を「韓国製」と認定するとした。
2016年2月10日、北朝鮮によるミサイル発射実験を受け、韓国政府は、開城工業地区から北朝鮮へ流入する金が兵器開発に流用されることを防ぐとして、開城工業地区の操業停止と韓国人の引き揚げの措置を行った。これに対して北朝鮮は翌11日に「朝鮮半島情勢を対決と戦争の瀬戸際に追いやる危険千万な宣戦布告だ。絶対に容認できない。」と反発し、開城工業地区を軍事統制地域に指定して韓国側人員の全員追放と資産凍結をすることを発表し、板門店での南北間の連絡手段も断つと表明した。

### 平和自動車

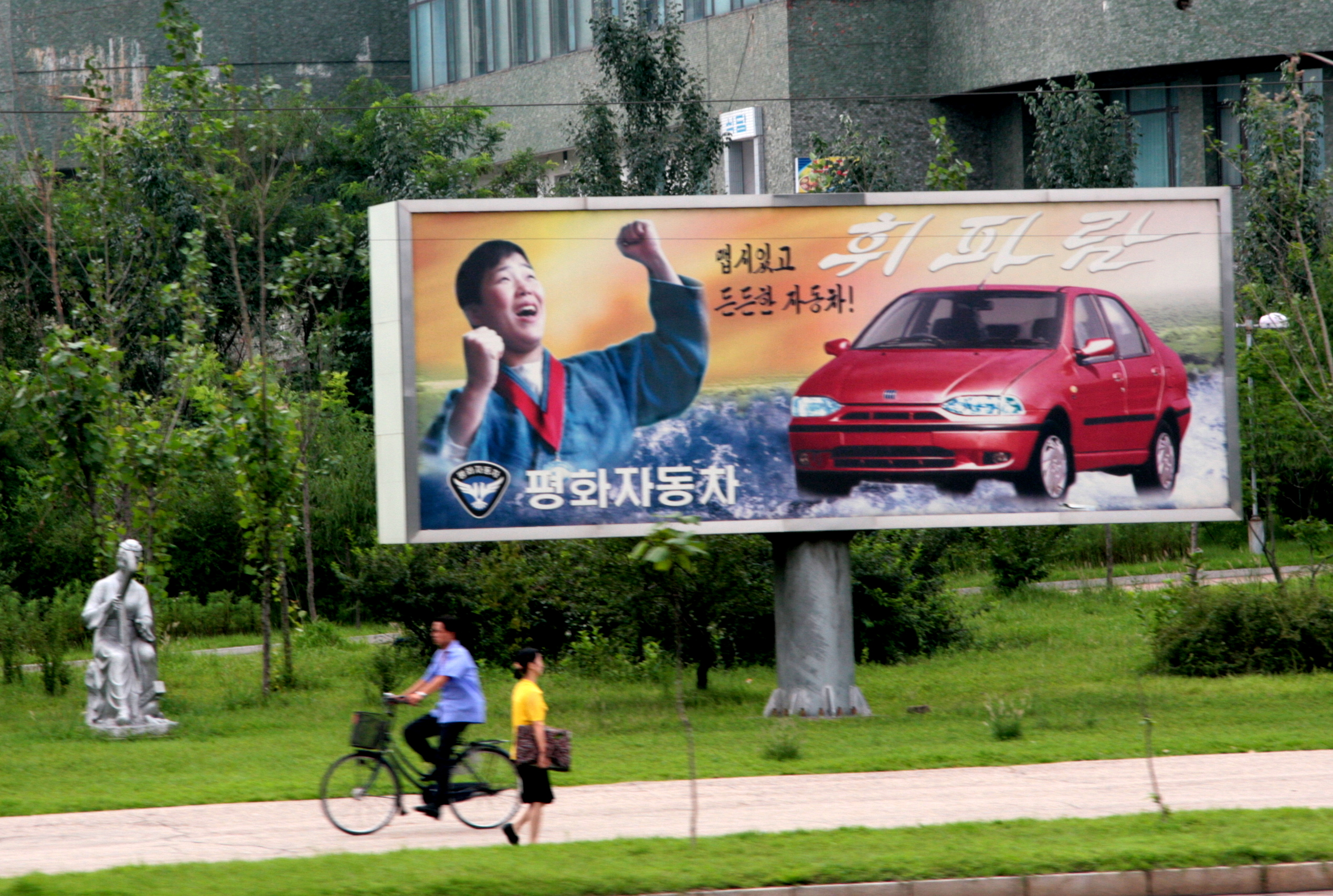
平壌市街地にある平和自動車の広告看板

平和自動車は、北朝鮮の「朝鮮連峰総会社」と70対30の資本比率で「平和自動車総会社（Pyonghwa General Motor Company）」という合弁会社を北朝鮮に設立し、2002年4月から南浦特別市の工業団地で、イタリアのフィアット社が製造する小型セダン「シエナ」を「フィパラム」（口笛の意）の名で組み立て、販売している。「フィパラム」のほかに「ポックギ」（カッコウの意）というミニバン、SUV、ピックアップトラックなども生産している。
同社は以前ベトナムで雙龍自動車、フィアット、イヴェコの合弁会社「メコン」で「コランドー」を組み立てて販売した経験があり動向が注目されていたが、2012年、統一グループは自動車の製造を取りやめ、流通業に転進を図る方針を打ち出している。
尚、日本国政令である「輸出貿易管理令（根拠法：外国為替及び外国貿易法）」に基づいて作成される「外国ユーザーリスト（名称：Peace Motors Corporation、Pyonghwa General Motor Company、懸念項目：生物、化学、ミサイル、核、リスト番号：395）」に掲載されているため、同社への貨物や技術の輸出は許可申請が必要となる。

## 教育交流

### 平壌科学技術大学
2000年の南北交流の一環として、韓国のキリスト教系団体の社団法人東北アジア教育文化協力財団と朝鮮民主主義人民共和国教育省が共同で設立した。また、朝鮮民主主義人民共和国教育省直轄で、同国で唯一インターネットへの接続が許可されている大学である。
2010年11月に開学したが、学生受け入れが遅れて、2011年度から新入生を受け入れた。
開設構想段階で、北朝鮮の在外国民と韓国国内の大学とキリスト教系福音教会の援助を受けたが、学内では韓国基督教系の助けを受けたことは明らかにされていない。
現在の総長は、キム・ジンギョン。
韓国生まれ米国籍の人物でありながら、中国と北朝鮮の市民権を有している
尚、医学部の研修は同国内の金萬有病院で行われている。

## 市民交流

### 南北離散家族交流
離散家族問題は韓国と北朝鮮の南北対話が開始された当初から最重要課題の一つとして取り上げられてきた。1972年の南北共同声明の後に開始された南北赤十字会談では離散家族の身元確認を迅速に行い、再会を進めていくことについて話し合われた。しかし南北の意見の差は大きく、全く話し合いはまとまらないうちに翌1973年には南北赤十字会談は中断してしまった。
その後も南北間は断続的に対話を続けてきたが、1985年8月に「南北離散家族故郷訪問・芸術団公演」という形で、初めて離散家族の再会が実現した。これは南北双方の赤十字社総裁の引率のもと、離散家族と芸術団が板門店を経由してソウルと平壌を相互訪問するという内容であった。しかしその後に大韓航空機爆破事件などが発生し、南北関係も冷え込む時期が続いたために訪問は一回だけのものに終わった。
離散家族問題が大きく動き出したのは1998年の金大中大統領の就任後である。金大中は南北融和を唱えて太陽政策を推し進めた。そのような中、2000年6月には平壌で金正日と南北首脳会談を行い、南北共同宣言を発表した。宣言には離散家族の再会を進めることが挙げられており、2000年8月、第1回の離散家族再会がソウルと平壌で行われることになった。

### 金剛山観光交流

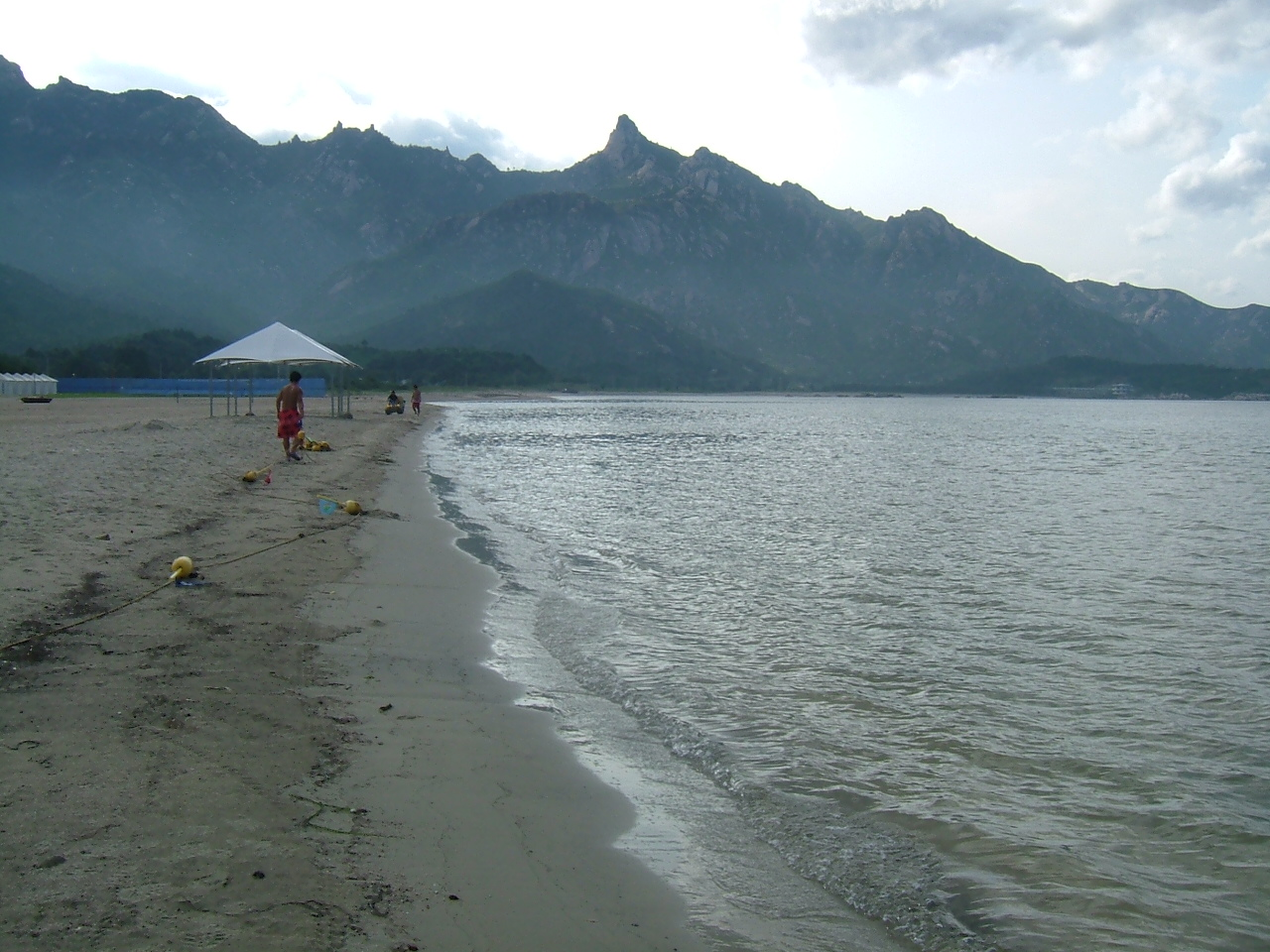
金剛山海水浴場から見上げる金剛山。2006年8月撮影。

韓国の現代財閥会長鄭周永は金剛山付近の出身で、北朝鮮当局と話し合って韓国からの金剛山観光を実現させた。1998年11月、江原道東海港を出港する船で韓国からの観光が始まり、2000年3月からは釜山港からも観光船が出航するようになった。2001年7月以降は江原道束草港から出航する雪峰号に一本化、2003年9月以降は南北間の軍事境界線を直接越える陸路観光が本格的に開始され、2004年1月以降は陸路観光に一本化された。

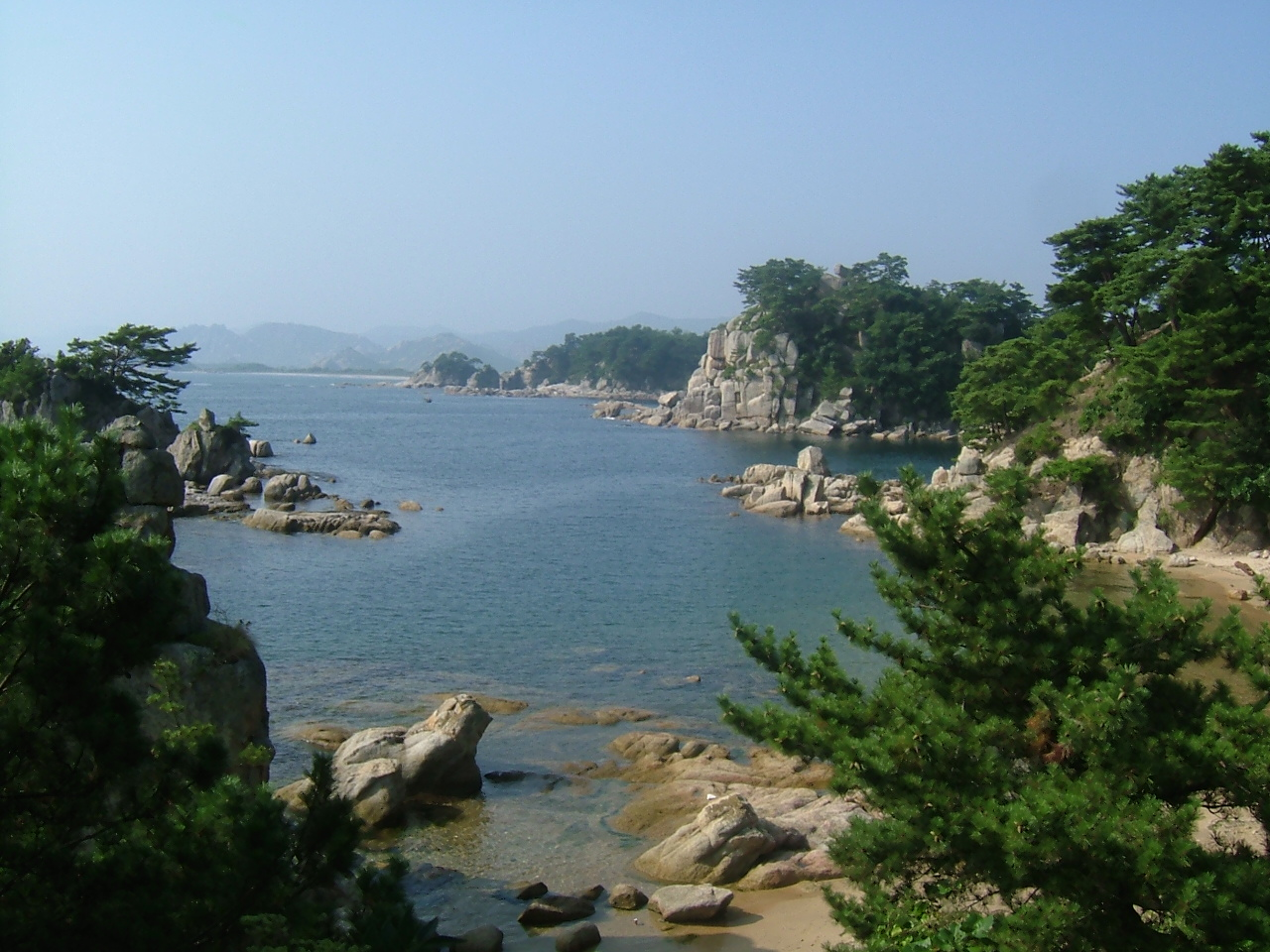
海金剛の光景。2006年8月28日、海金剛にて撮影。

現代財閥は巨額の観光料と引き換えに北朝鮮側から金剛山の独占開発権を取得し、様々な観光資源に恵まれた金剛山の本格開発を計画したが、当初、巨額の観光料と設備投資の割には観光客が集まらなかった。そして北朝鮮側との交渉の難航、現代財閥の内部対立などもあって予定通りには観光開発が進んでいない。
一方、2002年10月には金剛山は北朝鮮の観光地区に指定され、陸路観光の定着とともに観光客も増え、金剛山では南北分断で別れ別れになった離散家族の再会事業が行われるなど、韓国と北朝鮮との窓口としての役割を果たすようになっており、韓国国内では金剛山観光を開城工業団地とともに太陽政策の成果として評価する声も高い。
しかし2006年7月の北朝鮮のミサイル発射実験の影響で、離散家族再会事業は北朝鮮側から中止が表明され、北朝鮮に観光料が支払われる金剛山観光の是非についてアメリカから問題提起がなされた。同年10月の核実験後は特に金剛山観光に対する内外の批判が高まっている。

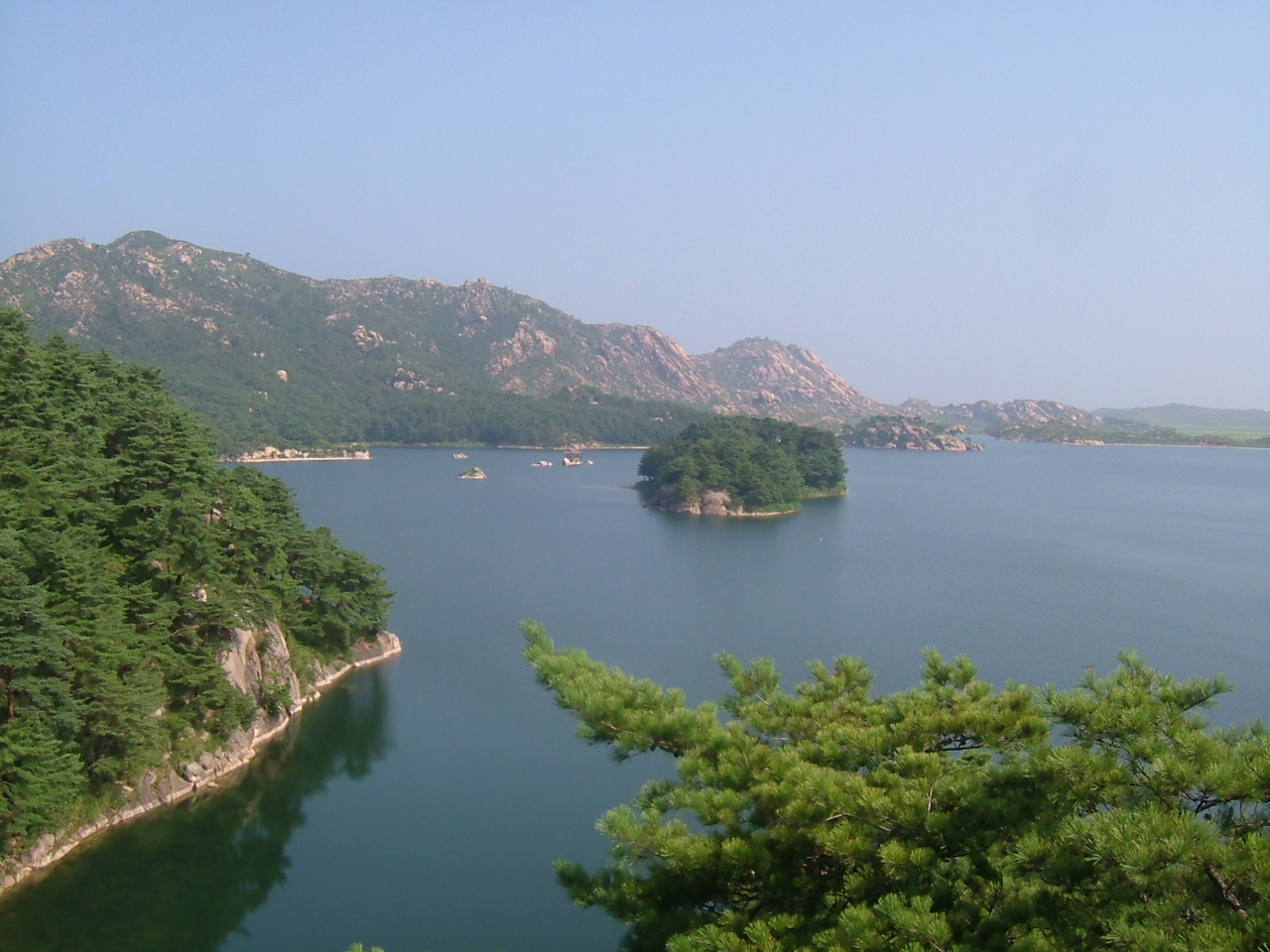
金剛山にある湖、三日浦の光景。2006年8月28日撮影。

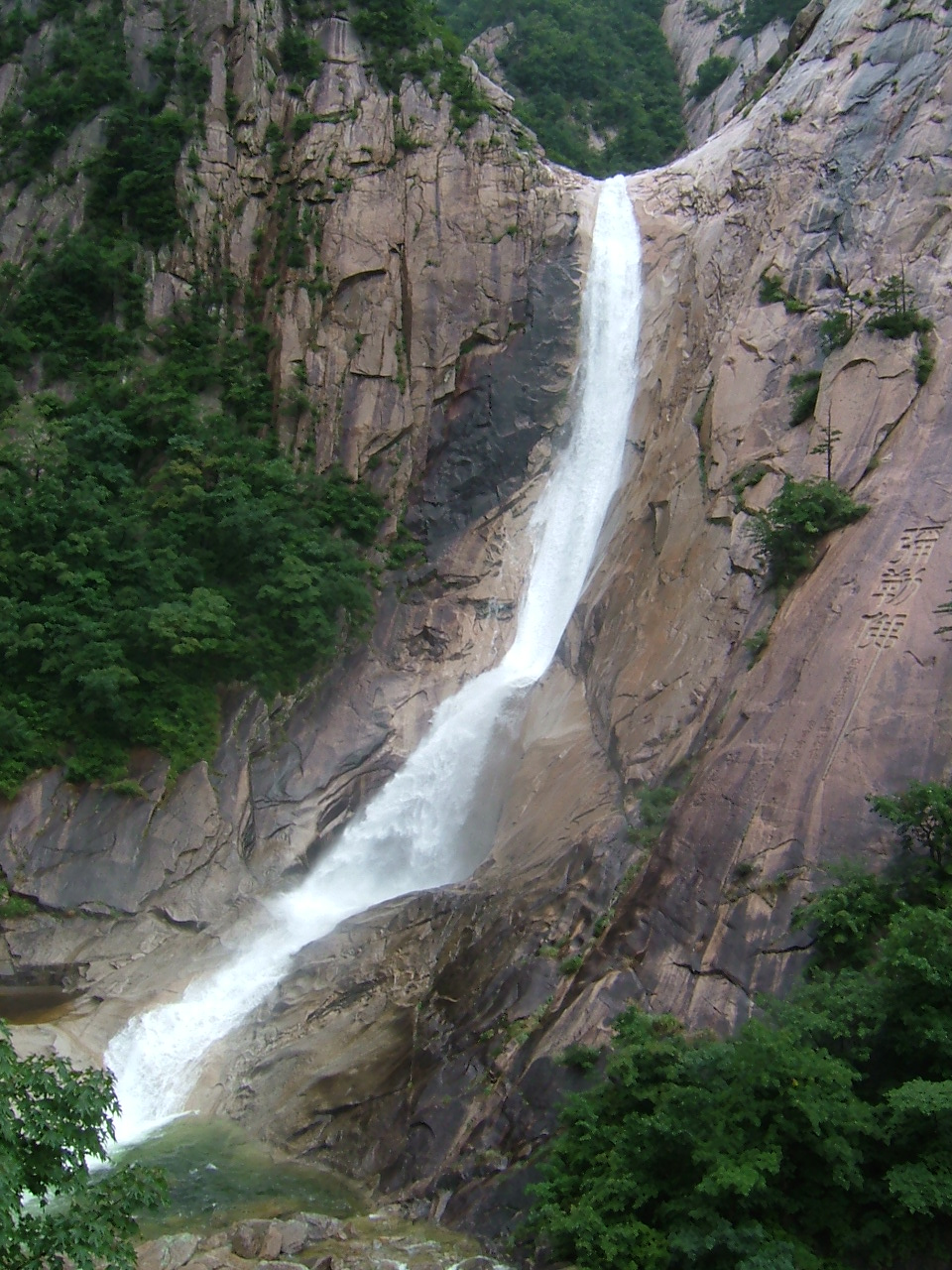
金剛山にある九龍の滝。2006年8月27日撮影。

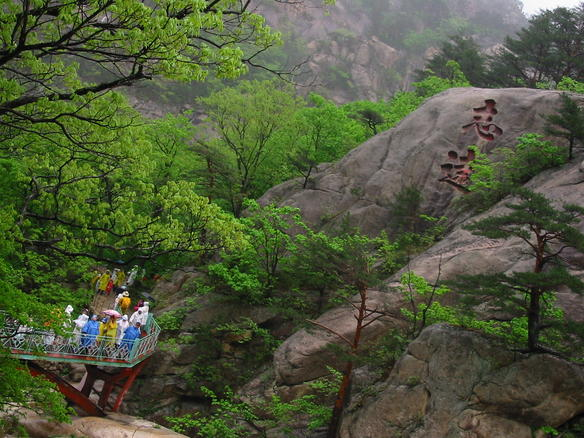
九龍淵にある滝へ向かうルート

陸路観光は束草市の北にある江原道高城郡の南北出入事務所前からバスに乗車し金剛山へ向かい、またバスで戻ってくる形で行われている。北朝鮮と韓国は互いに公式には国家として認めていないため、査証や旅券は必要ないが、代わりに観光証を代用として使用している（但し韓国人以外は旅券も必要）。また北へ向かうための「出入手続」がある（出入国手続ではない）。料金は2泊3日で30万ウォン（約3万円）くらいからあるが、季節や宿泊施設の等級によってはもっと高くなる。ちなみに観光客一人当たり一定額の観光料を北朝鮮側に支払うことになっており、2泊3日の場合の観光料は80ドルである。金剛山ではハイキングの他に温泉や海水浴、更には北朝鮮のサーカスや歌といった観光メニューがある。金剛山内での通用貨幣はアメリカドルであり、韓国ウォンは使えない。またセントは使われず、最低単位が1ドルのため、韓国より物価が高くなっている。
2008年7月11日に韓国人の女性旅行者が（北朝鮮当局の発表によると）金剛山付近で誤って立ち入り禁止区域に侵入、北朝鮮兵に射殺される事件が発生した。これを受けて、韓国政府は暫定的に金剛山へのツアーを停止する措置をとった。女性が立ち入ったとされる場所は、海岸から30メートルの地点でフェンスが途切れており、そこから海岸までは土が盛られているだけだったことが判明した。また、立ち入り禁止を記した看板は海岸からフェンス沿いで内陸側に100メートルの地点にあり、海岸沿いからは見落とす可能性があった。女性はこの土盛りを乗り越えて行った可能性がある。現場付近には韓国側の防犯カメラが設置されていたため、映像を確認することとなっている。また、北朝鮮政府は事件の全責任が韓国にあるとして、韓国が謝罪して再発防止策を講じるまで韓国からの旅行者の受け入れを停止すると発表した。しかし、韓国内では北朝鮮側や現代峨山の説明に矛盾があることが指摘されている。
観光再開に向け現代峨山会長が平壌を訪問し、金正日総書記と会談で観光客の安全に対して約束を取り付けたものの、韓国政府が安全面を理由に再開を許可しないため、未だに金剛山観光は再開されていない。
2010年4月8日、北朝鮮側は、韓国政府所有の離散家族面会所をはじめとした韓国側所有の不動産資産を凍結し、韓国側管理要員を追放すると発表。また、金剛山観光中断が今後も継続する場合、現代峨山との契約を破棄し、新たな観光事業者を選定することを示唆するなど圧力を強めており、観光事業再開は不透明感を増している。
金剛山観光には中国の旅行会社が関心を示しているとされており、その後、韓国側が反発する中、中国人観光客の金剛山受け入れを開始した。ただし、閉鎖されている韓国側の施設には立ち入ることが出来ない。